# Festival da Canção 1968
Das 5. Festival da Canção (portugiesisch V Festival TV da Cançao 1968) fand am 4. März 1968 in den Tóbis-Studios in Lissabon statt. Es diente als portugiesischer Vorentscheid für den Eurovision Song Contest 1968.
Moderatoren der Sendung waren Maria Fernanda und Henrique Mendes.
Als Sieger ging Carlos Mendes mit dem Titel Verão hervor. Beim Eurovision Song Contest in London erhielt er fünf Punkte und belegte am Ende gemeinsam mit einem anderen Künstler den 11. Platz.

## Teilnehmer
| Startnr. | Interpret          | Lied                      | Musik und Text                            | Rang | Punkte |
| -------- | ------------------ | ------------------------- | ----------------------------------------- | ---- | ------ |
| 1        | Mirene Cardinalli  | Vento não vou contigo     | M: Pedro Jordão, T: Rui Malhoa            | 8.   | 11     |
| 2        | Tonicha            | Fui ter com a madrugada   | M: Pedro Jordão, T: Rui Malhoa            | 2.   | 59     |
| 3        | Nicolau Breyner    | Pouco mais                | M: João Vasconcelos, T: César de Oliveira | 4.   | 33     |
| 4        | João Maria Tudela  | Ao Vento e às Andorinhas  | M: Pedro Jordão, T: Rui Malhoa            | 5.   | 24     |
| 5        | Carlos Mendes      | Verão                     | M: Pedro Osório, T: José Alberto Diogo    | 1.   | 61     |
| 6        | José Cid           | Balada para D. Inês       | M/T: José Cid                             | 3.   | 43     |
| 7        | António Calvário   | O nosso mundo             | M: Fernando Poitier, T: Fernando Vieira   | 10.  | 2      |
| 8        | Tonicha            | Calendário                | M: Pedro Jordão, T: António José          | 7.   | 12     |
| 9        | Simone de Oliveira | Dentro de outro mundo     | M: Pedro Jordão, T: António José          | 8.   | 11     |
| 10       | Simone de Oliveira | Canção ao meu piano velho | M: Pedro Jordão, T: Rui Malhoa            | 6.   | 14     |